# カブリアス
カブリアス（ギリシア語: Χαβρίας, Chabrias）は、紀元前4世紀に活躍したことで知られるアテナイの将軍。紀元前388年には、ゴルゴパス (Gorgopas) が率いたスパルタとアイギナの艦隊を、アイギナ島で破り、さらに、アケメネス朝ペルシア帝国に対抗していたキュプロス王エウアゴラス (Evagoras) の支援のために派遣された艦隊の指揮もとった。
紀元前378年、アテナイがテーバイと反スパルタ同盟を結んだとき、カプリアスはテーバイ近郊で、数に優ったアゲシラオス2世率いる軍勢と対峙した。アゲシラオス2世側が数で優っていたため、カブリアスは攻撃命令を出さず、その代わりに、槍の穂先を上に向けたまま敵に向けず、盾は肩に乗せずに左膝に立てかけ置く「休め」の姿勢を命じた。命令は直ちに、問答無用で指揮下の傭兵たちに伝えられ、さらに友軍の精鋭であるゴルギダス (Gorgidas) 率いる神聖隊にも伝達された。この「蔑みの姿勢 (show of contempt)」を見せたことで、スパルタ軍の前進は止まり、程なくしてアゲシラオス2世側は撤退した。
紀元前376年、カブリアスは、スパルタ艦隊に対し、ナクソス島の沖合で大勝利を上げたが、もう少しでスパルタ艦隊を殲滅もできたであろう段階でアルギヌサイ (Arginusae) の将軍たちの運命を思い出し、遺体回収のために追撃を遅らせた。後年、アテナイの立場が変わりスパルタと同盟した際、カブリアスはエパメイノンダスをコリントスの城壁の前で撃退した。
紀元前366年、カブリアスとカリストラトスは、オロポス (Oropus) を放棄して、テーバイに明け渡すことを提言したとして、敵への内通の罪に問われた。カブリアスは辞任し、ペルシア帝国からの再征服の脅威に晒されて国防に腐心していたエジプトのファラオ（王）テオスの配下となった。しかし、同盟市戦争 (紀元前357-355年) が勃発すると、カブリアスはカレス (Chares) とともにアテナイ艦隊を指揮した。カブリアスは、キオス島攻撃の最中に戦死した。